# فرانك إم. بريدغز
فرانك إم. بريدغز هو سياسي أمريكي، ولد في 27 يوليو 1834 في مقاطعة غرين في الولايات المتحدة، وتوفي في 20 مارس 1885. نشط حزبياً في الحزب الديمقراطي. وقد انتخب عضو مجلس نواب إلينوي ‏.